# Appenzell (distrikt)
Appenzell (schweizertyska: Appezöll, italienska: Appenzello) är ett distrikt i kantonen Appenzell Innerrhoden i Schweiz. Distriktet har 6 009 invånare (2023).
I Appenzell Innerrhoden har distrikten samma funktion som kommunerna har i övriga kantoner, därför är inte Appenzell indelat i kommuner. Distriktet Appenzell bildar tillsammans med Schwende och Rüte tätorten Appenzell.